# Oonagh (mytologi)

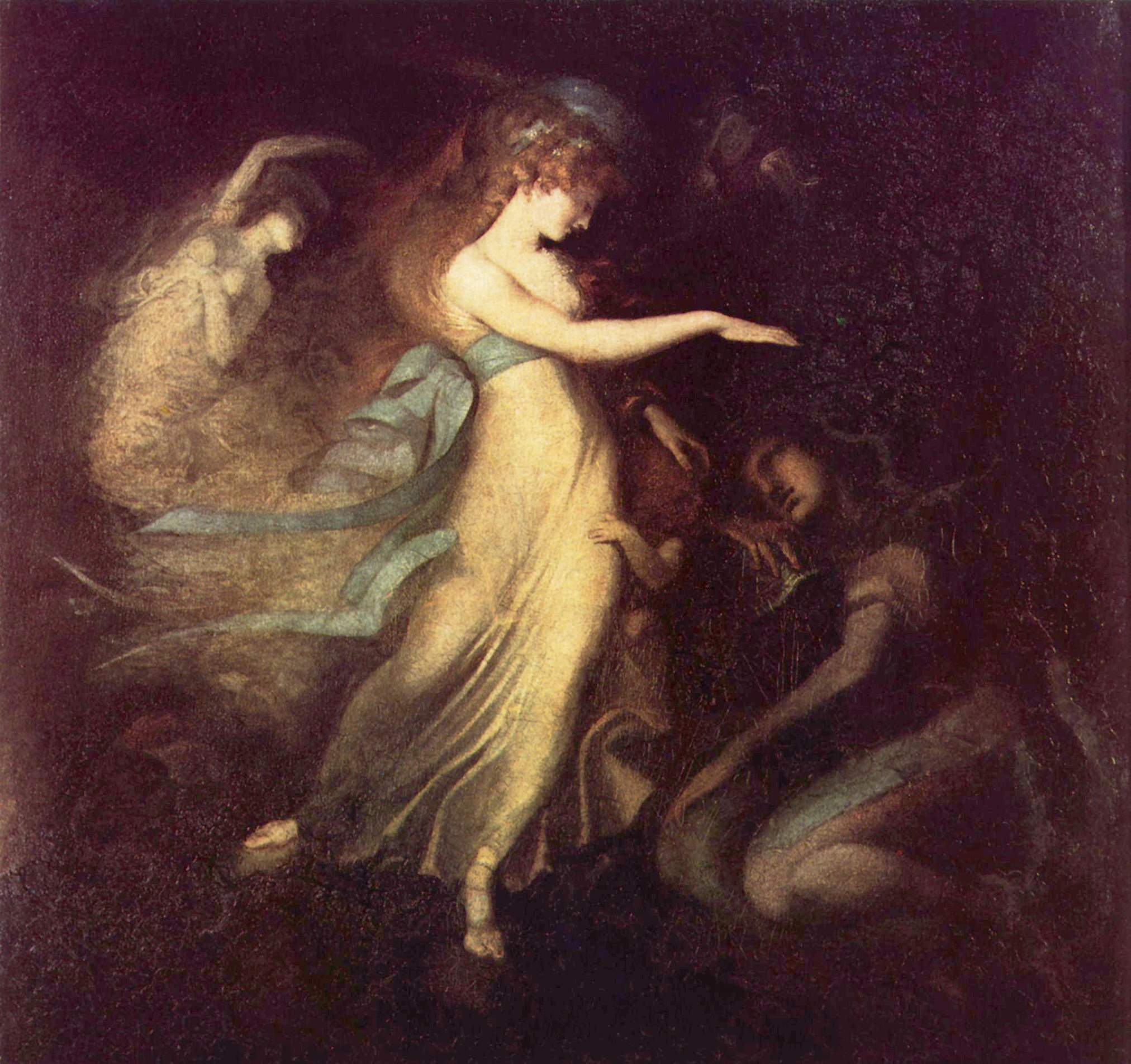
Kung Arthur och älvdrottningen av Johann Heinrich Füssli, cirka 1788.

Oonagh eller Oona är älvdrottningen i den keltiska mytologin.
I keltisk folklore har varje art av växter sin egen beskyddarälva. Hon är ofta förvillande lik den växt hon skyddar. De trivs bäst i det dimmiga skymningsljuset under varma sommarkvällar eller tidiga mornar. Det är då man kan få höra deras spröda musik och se dem dansa.
Älvdrottningens rike kallas Elphame på Irland och Faërie i Skottland. Det finns portaler till vår värld som ligger i skogar.
Shakespeare har med älvdrottningen i två pjäser under namnet Titania och Queen Mab i En midsommarnattsdröm och Romeo och Julia.
I en av de tidigaste av Peter Pan romaner, "The Little White Bird" av författare J.M. Barrie Finns älvdrottningen med under namnet Queen Mab. I Disneys version av Peter Pan och filmer om Tingeling så kallas älvdrottningen Clarion.